# قرار مجلس الأمن التابع للأمم المتحدة رقم 1090
قرار مجلس الأمن التابع للأمم المتحدة رقم 1090، الذي تم اعتماده بدون تصويت في جلسة مغلقة بتاريخ 13 كانون الأول / ديسمبر 1996، بعد أن نظر في مسألة التوصية بتعيين الأمين العام للأمم المتحدة، أوصى المجلس الجمعية العامة بأن يتم تعيين السيد كوفي عنان لفترة من 1 يناير 1997 إلى 31 ديسمبر 2001.
كوفي عنان، الدبلوماسي الغاني، هو الأمين العام السابع للأمم المتحدة. كانت الولايات المتحدة قد استخدمت حق النقض ضد فترة أخرى لسلفه بطرس بطرس غالي، بسبب نقص الإصلاح.
وكانت هذه هي المرة الأولى التي يتخذ فيها مجلس الأمن قراراً بالتزكية.

## روابط خارجية
- نص القرار في undocs.org